# Gymnopapuaia solomonensis
Gymnopapuaia solomonensis är en tvåvingeart som beskrevs av John Richard Vockeroth 1972. Gymnopapuaia solomonensis ingår i släktet Gymnopapuaia och familjen husflugor. Inga underarter finns listade i Catalogue of Life.